# 北海道道734号熊牛御影线

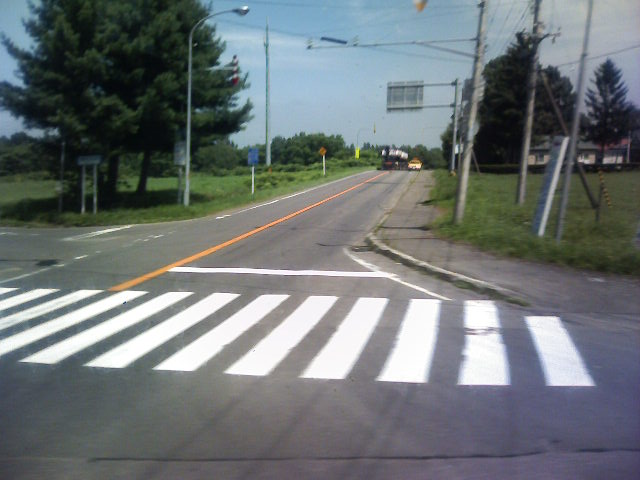
終點 的景观

北海道道734号熊牛御影线（日语：北海道道734号熊牛御影線）是一条位于北海道十胜综合振兴局管内上川郡清水町的普通道级道路（北海道道）。

## 经过的自治体
- 十勝综合振興局
  - 上川郡清水町

## 主要连接道路
- 国道38号（终点）

## 历史
- 1972年（昭和47年）2月4日 - 路線勘定[1]。